# Rotfußtölpel
Der Rotfußtölpel (Sula sula) ist ein Vogel aus der Familie der Tölpel (Sulidae). Es gibt mehrere Farbmorphen, die meisten Rotfußtölpel weisen jedoch ein überwiegend weißes Gefieder auf. Einige wenige Individuen zeigen ein überwiegend braunes Gefieder und zahlreiche Individuen sind Mischformen der weißen und braunen Morphen.
Die IUCN stuft den Rotfußtölpel als nicht gefährdet (least concern) ein und schätzt den Bestand an geschlechtsreifen Individuen auf eine Million.

## Merkmale

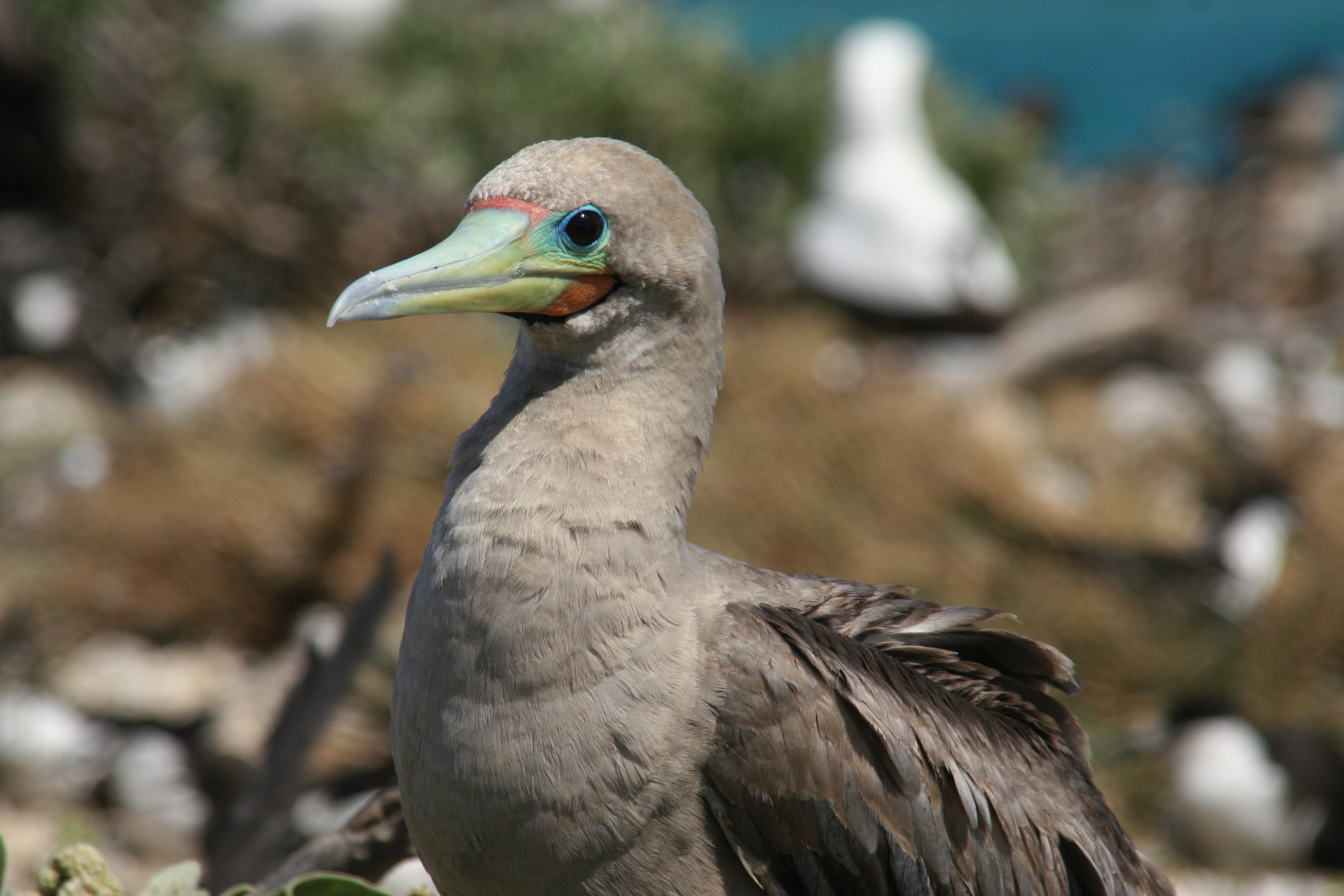
Braune Morphe

Der Rotfußtölpel ist mit einer Größe von 68 bis 77 Zentimeter die kleinste und die schnellste Tölpelart. Die Flügelspannweite beträgt zwischen 140 und 145 Zentimeter. Rotfußtölpel kommen in zwei Farbvarianten vor. Wie die Maskentölpel tragen sie ein weißes Gefieder mit schwarzen Flügelspitzen oder  ähnlich dem Jugendkleid ein braunes Federkleid mit dunkleren Flügeln. Die Schnäbel haben eine bläuliche Farbe und das Gesicht ist rosa und hellgrau getönt. Ihren Namen verdanken sie ihren roten Füßen und den roten Schwimmhäuten. 
Die Küken tragen ein weißes Daunenkleid mit einem schwarzen Schnabel und einem nackten schwarzen Gesicht. In diesem Stadium sind sie leicht zu verwechseln mit den Küken der Maskentölpel. Nur in ihrem Verhalten sind sie unterscheidbar.
Charakteristisch für Rotfußtölpel ist ihr schneller Flug mit langen Gleitphasen, bei denen sie häufig knapp über der Wasseroberfläche fliegen. Sie erreichen häufiger als andere Tölpelarten Meeresregionen, die weit entfernt vom Festland sind. Sie überqueren zwar gelegentlich Landmassen, meiden aber generell einen längeren Flug über Land. Wie viele Tölpelarten sind sie Stoßtaucher und fangen Fliegende Fische auch während derer Flugphasen. Sie sind anders als andere Tölpel sehr gut in der Lage, aufzubaumen und werden nur sehr selten auf dem Boden beobachtet.

## Verbreitung

Globale Verbreitung des Rotfußtölpels

Ihre Brutkolonien befinden sich auf Atollen und vulkanischen Inseln in den tropischen Meeren. Auf den  Galapagos-Inseln, genauer auf der Insel Genovesa, auch Tower-Island genannt, und auf San Cristóbal ist er neben dem Blaufußtölpel und dem Nazcatölpel die dritte dort heimische Art. Weitere Brutgebiete befinden sich auf Hawaii, im karibischen Meer, im Atlantik, im Pazifik, im Indischen Ozean und in den Meeren Nord- und Ostaustraliens. Größere Kolonien bestehen auf Little Tobago und auf St. Giles Island vor Tobago. Auch auf Eastern Island, Midwayinseln, befindet sich eine Brutkolonie. Im Jahr 2021 wurde ein brütendes Paar auf den Kapverdischen Inseln beobachtet, wo sich seit Jahren immer wieder Rotfußtölpel in zunehmender Zahl nach der Brutzeit aufhalten. Ein Bruterfolg wurde dort allerdings bisher nicht nachgewiesen.
Rotfußtölpel halten sich ganzjährig in der tropischen Klimazone auf. Sie erreichen die westliche Küste Afrikas allerdings nur als Irrgast. Rotfußtölpel sind vor allem über Gewässern mit einer Oberflächentemperatur über 22 °C zu beobachten. Ihre Verbreitung ist vermutlich von der Verbreitung Fliegender Fische abhängig, die eine wesentliche Rolle in ihrem Nahrungsspektrum spielen.

## Ernährung
Die Nahrung besteht zum größten Teil aus Fliegenden Fischen und Kalmaren, die sie im Sturzflug erbeuten. Der Sturzflug erfolgt gewöhnlich aus einer Höhe von mehr als sieben Meter. Ihre Beute verschlucken sie erst, wenn sie wieder die Wasseroberfläche erreicht haben. 
Beim Fischen wird der Rotfußtölpel häufig durch Möwen und Fregattvögel gestört. Diese versuchen mit Schnabelhieben auf den Rücken und auf den Kopf des Tölpels die Nahrung zu erbeuten. Der Räuber stößt mit einem Sturzflug auf den fischenden Rotfußtölpel hinab und bringt den Tölpel mit Schnabelhieben dazu, den zuvor verschlungenen Fisch zu erbrechen.

## Fortpflanzung
Detaillierte Untersuchungen zum Fortpflanzungsverhalten der Rotfußtölpel sind auf den Galapagos-Inseln, Kiritimati und Ascension durchgeführt worden. Rotfußtölpel sind monogame Brutvögel, die Paarbeziehung besteht mindestens für eine Fortpflanzungszeit. Rotfußtölpel sind in ihrer Fortpflanzung nicht an eine bestimmte Jahreszeit gebunden, allerdings kommt es zu bestimmten Jahreszeiten zu vermehrten Brutversuchen. Rotfußtölpel, die erfolgreich einen Jungvogel großgezogen haben, beginnen mit dem nächsten Brutversuch 12 bis 15 Monate später. Bei Rotfußtölpeln, die nicht erfolgreich gebrütet haben, ist der Abstand etwas geringer. Geht bereits das Ei eines Geleges verloren, sind Rotfußtölpel in der Lage, bereits zehn bis vierzig Tage später ein Nachgelege zu legen.
Der Rotfußtölpel brütet als einzige Art der Tölpel auf Bäumen oder Büschen. Dafür hat er spezielle Zehen an den Füßen entwickelt, die trotz der Schwimmhäute in der Lage sind, Zweige zu umklammern. Andere Tölpelarten sind dazu nicht in der Lage. Oft brütet er in Brutkolonien zusammen mit anderen Tölpelarten. Da alle andere Arten der Tölpel am Boden brüten, kann sich der Rotfußtölpel konkurrenzlos einen Lebensraum teilen. Gewöhnlich brüten mehrere Paare in einem Baum. Das Territorialverhalten ist auf Grund des Nistens in Bäumen nur schwer zu erfassen. Rotfußtölpel verteidigen aber wenigsten ihre unmittelbare Nestumgebung gegenüber Artgenossen und anderen Vogelarten. Die Eiablage innerhalb der Brutkolonien ist nicht synchronisiert. 

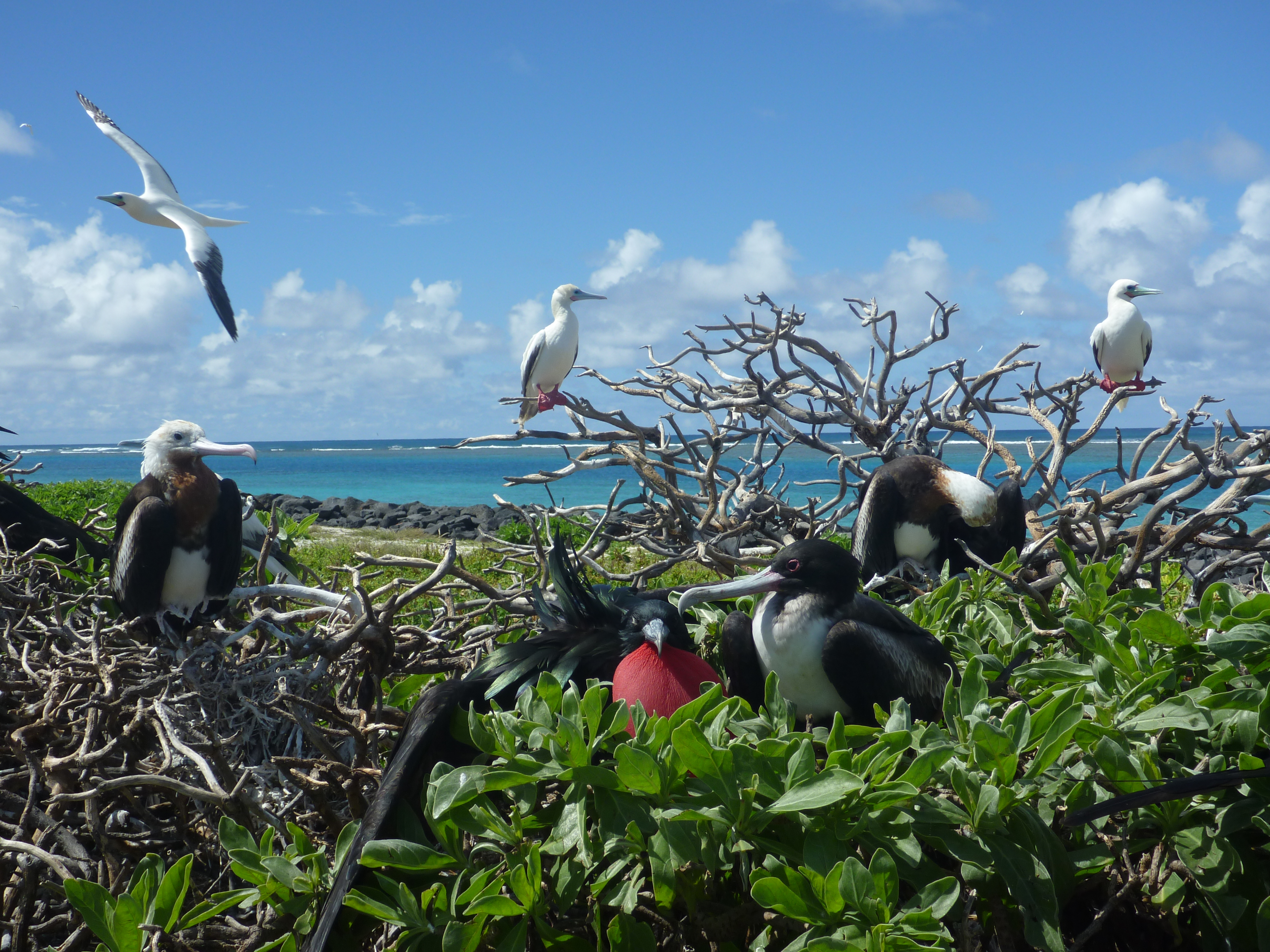
Fregattvögel und Rotfußtölpel in einer Brutkolonie
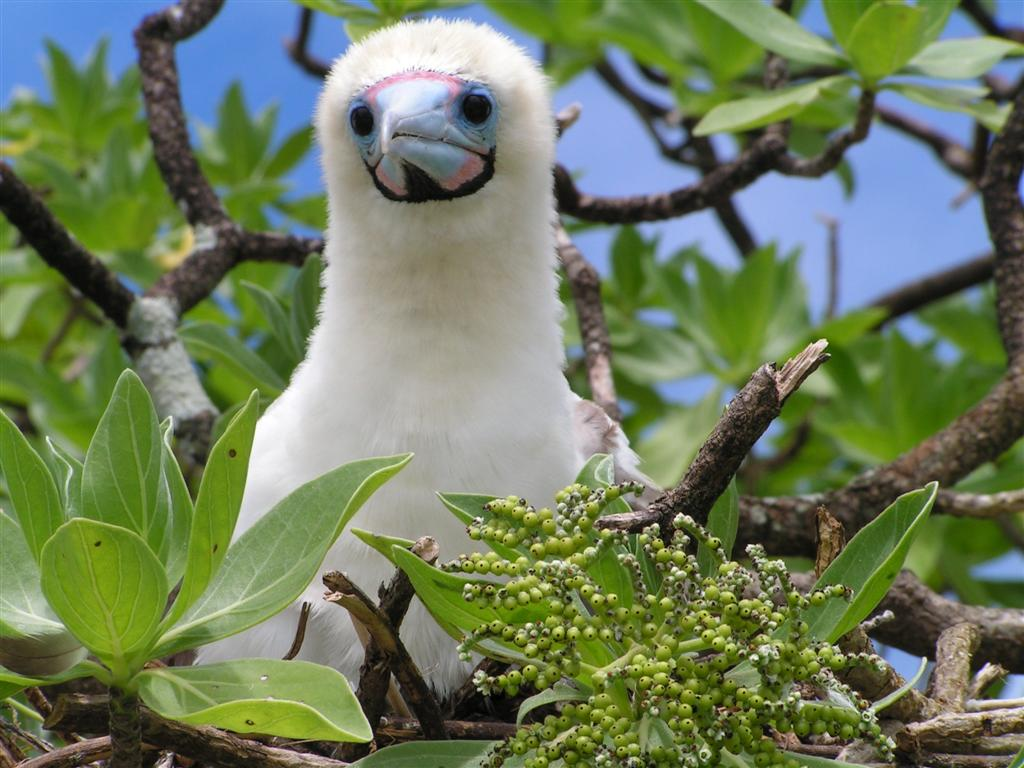
Dunenküken des Rotfußtölpels
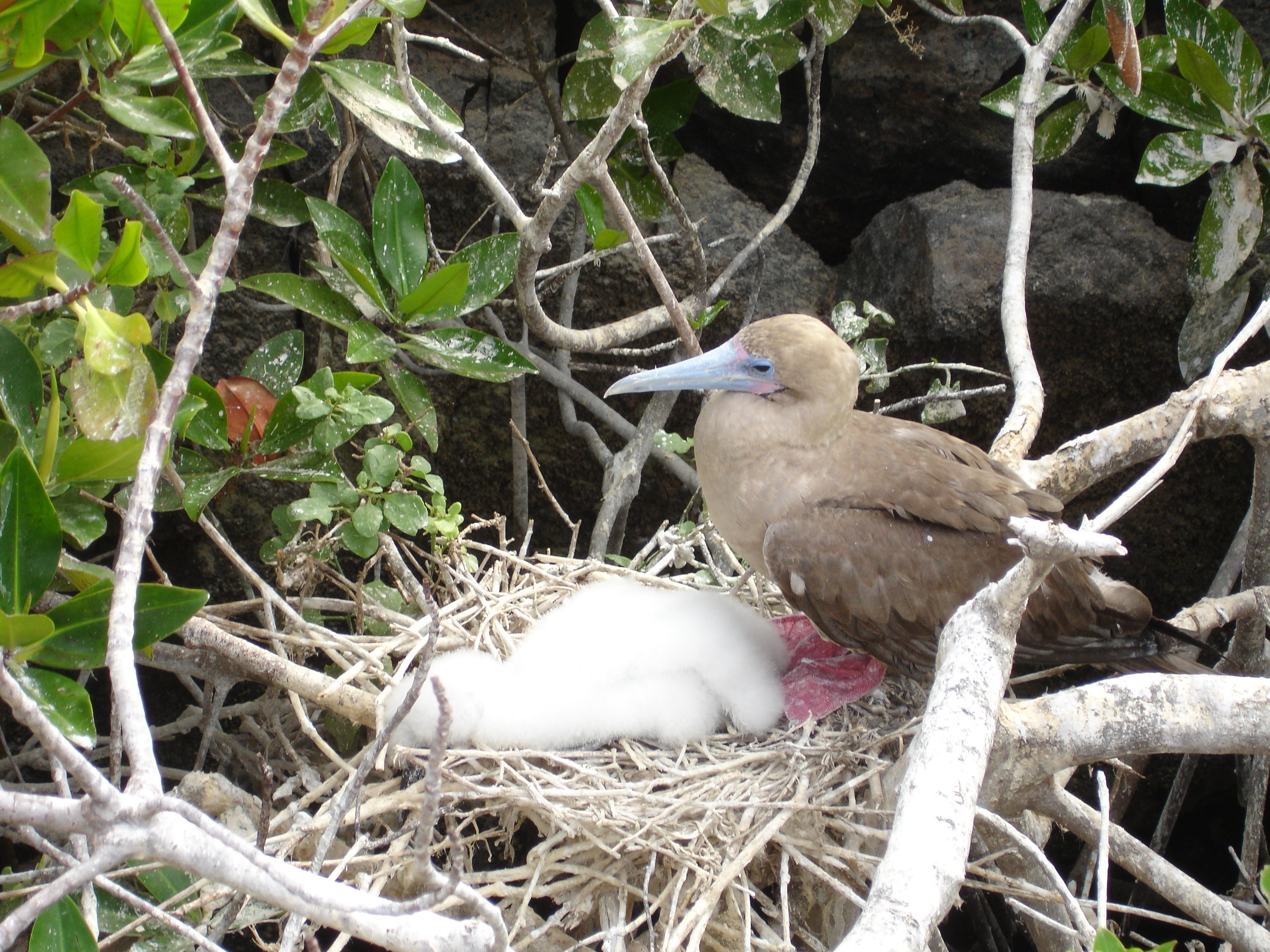
Braune Morphe mit Dunenküken
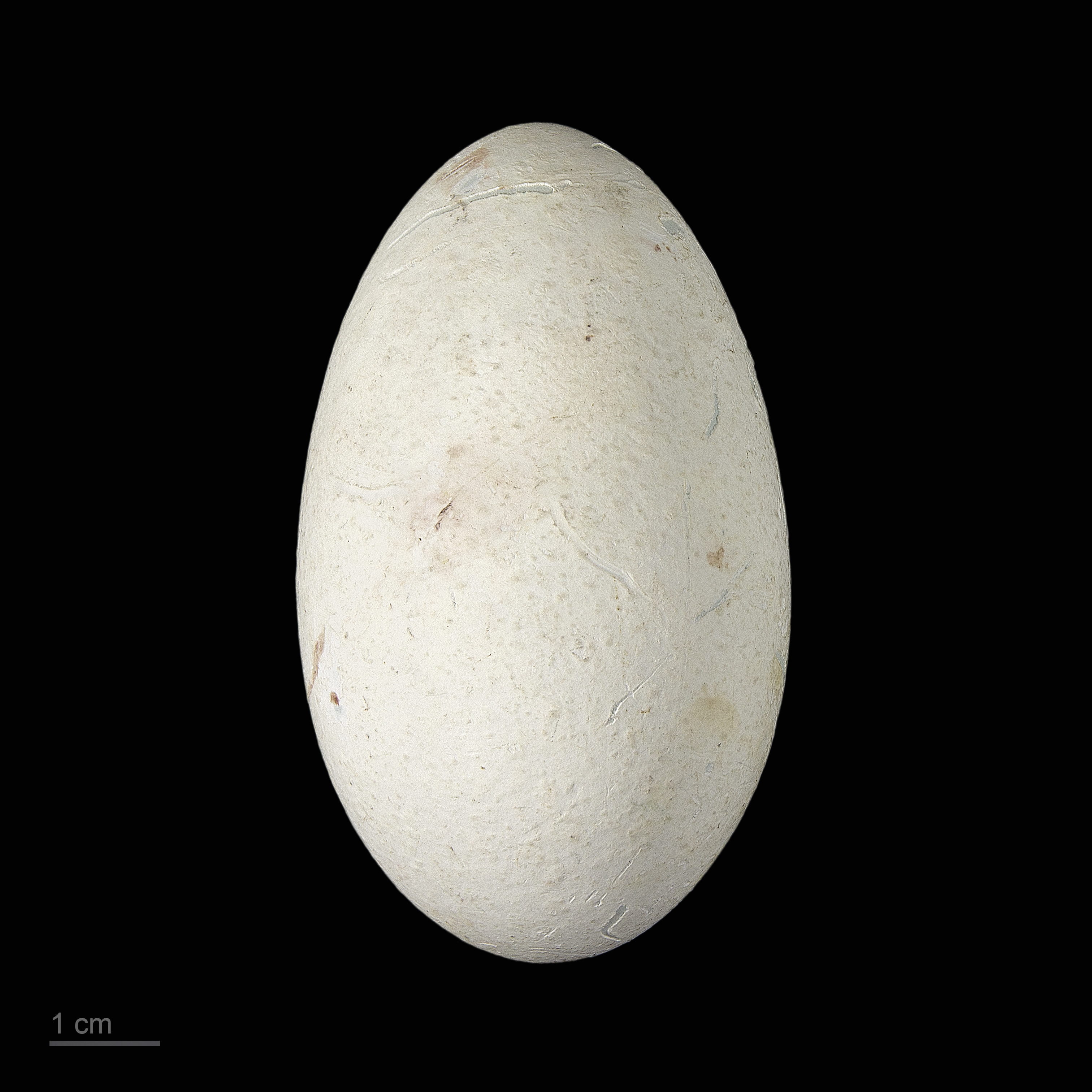
Ei eines Rotfußtöpels Sammlung Museum von Toulouse

Die Nester sind einfache Reisignester. Das Gelege besteht nur aus einem Ei, das abwechselnd von einem der beiden Elternvögel bebrütet wird. Rotfußtölpel haben keinen Brutfleck, sie umfassen das Ei mit ihren Schwimmhäuten. Zur Nahrungssuche fischt der Rotfußtölpel weitab vom Lande und kann dabei längere Zeit vom Nest abwesend sein. Gelegentlich verlässt der brütende Partner das Ei oder das geschlüpfte Jungtier, um selbst auf Nahrungssuche zu gehen. Dann kann es vorkommen, dass das Küken verhungert oder durch die Einwirkung der Sonneneinstrahlung stirbt. Junge Küken bis zu einem Alter von fünf Tagen sind nicht in der Lage, ihre Körpertemperatur selbst zu regulieren. Sie sind in den ersten Lebenstagen darauf angewiesen, dass sie von den Elternvögeln beschattet werden. Jungvögel koten unter anderem auf ihre Beine und Füße, um ihre Körpertemperatur zu regulieren. 
Jung geschlüpfte Küken haben eine Körperlänge von 12 Zentimeter und wiegen durchschnittlich 50 Gramm. Sie erreichen ein Gewicht von 950 bis 1.240 Gramm, wenn sie 75 bis 100 Tage alt sind. Danach reduziert sich ihr Gewicht wieder, bis sie Flügge sind. Zu diesem Zeitpunkt wiegen sie zwischen 750 und 1.100 Gramm. Küken sind anfangs nackt, mit etwa drei bis vier Wochen sind sie mit dichten Dunen bedeckt. Reste der Dunen befinden sich in der 13. Lebenswoche noch am Hinterkopf, dem Hals und dem Rumpf. Auf Kiritimati sind Jungvögel mit etwa 100 bis 110 Tagen flügge, auf den Galapagos-Inseln verläuft die Entwicklung dagegen deutlich langsamer. Sie werden hier in einem Alter von 220 bis 320 Lebenstagen flügge.
Beim Nestbau versuchen Möwen und Fregattvögel, das Nistmaterial zu erbeuten. Wenn das Nest unbeaufsichtigt bleibt, dann wird es schnell von den Räubern zerlegt. Die Schlupfrate variiert sehr stark. Auf dem Kure-Atoll schlüpften aus 68 Prozent von 32 Eier Jungvögel. Auf den Galapagos-Inseln dagegen betrug die Schlupfrate nur 30 Prozent. Ähnliche Abweichungen zeigen sich bei der Rate der Jungvögel, die bis zum Zeitpunkt des Flüggewerdens überleben. Auf dem Kure-Atoll wurden rund 90 Prozent der geschlüpften Jungvögel auch flügge, auf den Galapagos-Inseln dagegen nur 28 Prozent. Gelege werden verhältnismäßig oft von den Eltern wieder aufgegeben, dabei können Störungen durch Fregattvögel eine Rolle spielen. Auf Raine Island, einem 32 Hektar großen Cay vor der Ostküste Australiens, sterben gelegentlich die Büsche ab, in denen die Rotfußtölpel brüten und brechen dann unter dem Gewicht der Nester zusammen. Zu den Prädatoren des Rotfußtölpels zählt die Silberkopfmöwe, die sowohl Eier als auch kleine Küken frisst.

## Bedrohung
Die Populationen sind stabil, der Rotfußtölpel zählt zu den zahlreichsten Tölpelarten. Auf Grund ihrer Angewohnheit, in Bäumen zu nisten, sind sie vor einer Prädation durch eingeführte Ratten und verwilderte Hausschweine weitgehend geschützt. Eine Bedrohung ist die Abholzung und die Fischerei. Auf einigen pazifischen Inseln ist deswegen ihre Zahl sehr stark zurückgegangen. Ihre Eier werden manchmal von Menschen gesammelt und verkauft.